# Balázs Dzsudzsák
Balázs Dzsudzsák (pronunție în maghiară [ˈbɒlaːʒ ˈd͡ʒud͡ʒaːk]; n. 23 decembrie 1986) este un fotbalist maghiar care în prezent evoluează la clubul arab Al Wahda și la echipa națională de fotbal a Ungariei pe postul de mijlocaș extremă.

## Palmares

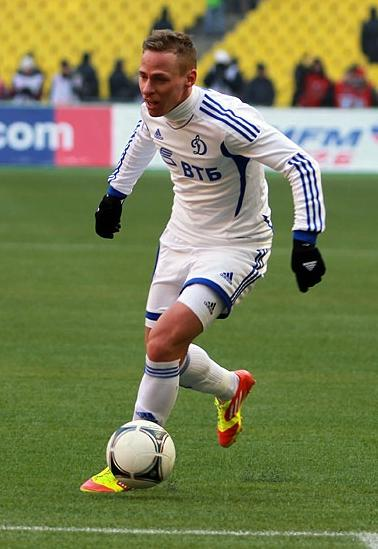
Dzsudzsák la Dinamo

### Club
Debrecen
- Nemzeti Bajnokság I: 2004–05, 2005–06, 2006–07
- Szuperkupa: 2005, 2006, 2007

PSV
- Eredivisie: 2007–08
- Johan Cruijff Shield: 2008

### Individual
- Jucătorul anului în Ungaria: 2007[3]
- Eredivise all-star team (voetbal international.nl): 2009,[4]
- Cel mai bun pasator decisiv din Eredivise: 2009 (32 de meciuri, 15 pase de gol)[5]
- Golgheter în Eredivise, locul 2: 2009 (32 de meciuri, 17 goluri)[6]

## Goluri internaționale
| #   | Data               | Stadion                                     | Adversar      | Scor | Rezultat | Competiția                                             |
| --- | ------------------ | ------------------------------------------- | ------------- | ---- | -------- | ------------------------------------------------------ |
| 1.  | 24 mai 2008        | Stadionul Ferenc Puskás, Budapesta, Ungaria | Grecia        | 1–1  | 3–2      | Meci amical                                            |
| 2.  | 5 iunie 2010       | Amsterdam ArenA, Amsterdam, Netherlands     | Țările de Jos | 0–1  | 6–1      | Meci amical                                            |
| 3.  | 8 octombrie 2010   | Stadionul Ferenc Puskás, Budapesta, Ungaria | San Marino    | 7–0  | 8–0      | Preliminariile Campionatului European de Fotbal 2012   |
| 4.  | 12 octombrie 2010  | Olympic Stadium, Helsinki, Finlanda         | Finlanda      | 1–2  | 1–2      | Preliminariile Campionatului European de Fotbal 2012   |
| 5.  | 17 noiembrie 2010  | Sóstói Stadion, Székesfehérvár, Hungary     | Lituania      | 0–2  | 0–2      | Meci amical                                            |
| 6.  | 10 august 2011     | Stadionul Ferenc Puskás, Budapesta, Ungaria | Islanda       | 3–0  | 4–0      | Meci amical                                            |
| 7.  | 11 noiembrie 2011  | Stadionul Ferenc Puskás, Budapesta, Ungaria | Liechtenstein | 3–0  | 5–0      | Meci amical                                            |
| 8.  | 1 iunie 2012       | Generali Arena, Praga, Cehia                | Cehia         | 0–1  | 1–2      | Meci amical                                            |
| 9.  | 15 august 2012     | Stadionul Ferenc Puskás, Budapesta, Ungaria | Israel        | 1–0  | 1–1      | Meci amical                                            |
| 10. | 11 septembrie 2012 | Stadionul Ferenc Puskás, Budapesta, Ungaria | Țările de Jos | 1–1  | 1–4      | Calificările pentru Campionatul Mondial de Fotbal 2014 |
| 11. | 22 martie 2013     | Stadionul Ferenc Puskás, Budapesta, Ungaria | România       | 2–1  | 2–2      | Calificările pentru Campionatul Mondial de Fotbal 2014 |
| 12. | 14 august 2013     | Stadionul Ferenc Puskás, Budapesta, Ungaria | Cehia         | 1–1  | 1–1      | Meci amical                                            |
| 13. | 10 septembrie 2013 | Stadionul Ferenc Puskás, Budapesta, Ungaria | Estonia       | 5–1  | 5–1      | Calificările pentru Campionatul Mondial de Fotbal 2014 |
| 14. | 15 octombrie 2013  | Amsterdam ArenA, Amsterdam, Olanda          | Țările de Jos | 1–4  | 1–8      | Calificările pentru Campionatul Mondial de Fotbal 2014 |
| 15. | 22 mai 2014        | Nagyerdei Stadion, Debrecen, Ungaria        | Danemarca     | 1–0  | 2-2      | Meci amical                                            |
| 16. | 11 octombrie 2014  | Arena Națională, București, România         | România       | 1–1  | 1-1      | Preliminariile Campionatului European de Fotbal 2016   |

## Statistici

### Club
La 3 august 2014.
| Club           | Sezon         | Campionat | Campionat | Cupă    | Cupă   | Europa  | Europa | Total   | Total  |
| Club           | Sezon         | Meciuri   | Goluri    | Meciuri | Goluri | Meciuri | Goluri | Meciuri | Goluri |
| -------------- | ------------- | --------- | --------- | ------- | ------ | ------- | ------ | ------- | ------ |
| Debrecen       | 2004–05       | 2         | 0         | 0       | 0      | 0       | 0      | 2       | 0      |
| Debrecen       | 2005–06       | 10        | 2         | 3       | 2      | 1       | 0      | 14      | 4      |
| Debrecen       | 2006–07       | 23        | 7         | 3       | 0      | 2       | 0      | 28      | 7      |
| Debrecen       | 2007–08       | 13        | 5         | 1       | 0      | 2       | 0      | 16      | 5      |
| Debrecen       | Total         | 48        | 14        | 7       | 2      | 5       | 0      | 60      | 16     |
| PSV            | 2007–08       | 17        | 3         | 0       | 0      | 5       | 0      | 22      | 3      |
| PSV            | 2008–09       | 32        | 11        | 1       | 0      | 5       | 0      | 38      | 11     |
| PSV            | 2009–10       | 32        | 14        | 3       | 1      | 12      | 2      | 47      | 17     |
| PSV            | 2010–11       | 33        | 16        | 3       | 1      | 13      | 7      | 49      | 24     |
| PSV            | Total         | 114       | 44        | 7       | 2      | 35      | 9      | 156     | 55     |
| Anzhi          | 2011–12       | 8         | 0         | 0       | 0      | –       | –      | 8       | 0      |
| Anzhi          | Total         | 8         | 0         | 0       | 0      | —       | —      | 8       | 0      |
| Dinamo Moscova | 2011–12       | 9         | 0         | 3       | 0      | –       | –      | 12      | 0      |
| Dinamo Moscova | 2012–13       | 27        | 5         | 1       | 0      | 4       | 0      | 32      | 5      |
| Dinamo Moscova | 2013–14       | 23        | 1         | 1       | 0      | 0       | 0      | 24      | 1      |
| Dinamo Moscova | 2014–15       | 8         | 2         | 1       | 0      | 6       | 0      | 15      | 2      |
| Dinamo Moscova | Total         | 67        | 8         | 6       | 0      | 10      | 0      | 83      | 8      |
| Total carieră  | Total carieră | 237       | 66        | 20      | 4      | 50      | 9      | 308     | 81     |